# Sky Kapitan i świat jutra
Sky Kapitan i Świat Jutra (ang. Sky Captain and the World of Tomorrow) – amerykański film przygodowy z 2004 roku w reżyserii Kerry’ego Conrana.

## Opis fabuły
Olbrzymie mechaniczne roboty zaczynają tratować ulice Nowego Jorku. Reporterka Polly Perkins odkrywa, że stoi za tym niemiecki naukowiec, doktor Totenkopf, który postanowił stworzyć własny „świat jutra”. Tropiąc szalonego geniusza Polly napotka swą dawną miłość, nieustraszonego asa przestworzy - Joe Sullivana, zwanego Sky Kapitanem.

## Obsada
- Gwyneth Paltrow – Polly Perkins
- Jude Law – Joe „Sky Captain” Sullivan
- Giovanni Ribisi – Dex Dearborn
- Angelina Jolie – kapitan Francesca „Franky” Cook
- Michael Gambon – Morris Paley
- Laurence Olivier – dr Totenkopf

## Nagrody i nominacje
Nagrody Saturn 2004
- Najlepsze kostiumy – Kevin Conran
- Najlepszy film sciene fiction (nominacja)
- Najlepsza muzyka – Edward Shearmur (nominacja)
- Najlepszy aktor drugoplanowy – Giovanni Ribisi (nominacja)
- Najlepsza aktorka drugoplanowa – Angelina Jolie (nominacja)

Nagroda Satelita 2004
- Najlepsza scenografia i dekoracje wnętrz – Kevin Conran, Kirsten Conran, Pier Luigi Basile (nominacja)
- Najlepsze kostiumy – Stella McCartney (nominacja)
- Najlepsze efekty specjalne – Stephen Lawes, Scott E. Anderson, Darin Hollings (nominacja)

## Box office
| Świat | US$ 57,846,375 |